# Oostdorper- en Huis ter Weerpolder
Het waterschap De Oostdorper- en Huis ter Weerpolder was een waterschap in de Nederlandse provincie Zuid-Holland, in de gemeente Wassenaar.
Het waterschap was in 1815 ontstaan bij de samenvoeging van de Oostdorper Polder (gesticht 12 maart 1633) en de Huis ter Weerpolder (gesticht 30 oktober 1632).
Het waterschap was verantwoordelijk voor de vervening, drooglegging en de waterhuishouding in de gelijknamige polders.